# Wizernes
Wizernes – miejscowość i gmina we Francji, w regionie Hauts-de-France, w departamencie Pas-de-Calais.
Według danych na rok 1990 gminę zamieszkiwały 3362 osoby, a gęstość zaludnienia wynosiła 546 osób/km² (wśród 1549 gmin regionu Nord-Pas-de-Calais Wizernes plasuje się na 260. miejscu pod względem liczby ludności, natomiast pod względem powierzchni na miejscu 582.).
Miejscowość znana jako baza wyrzutni rakiet V2.